# 北海道釧路商業高等学校
北海道釧路商業高等学校（ほっかいどうくしろしょうぎょうこうとうがっこう、Hokkaido Kushiro Commercial High School）は、北海道釧路市にある公立（道立）の商業高等学校。釧商（せんしょう）の通称で呼ばれている。

## 沿革
- 1953年4月 - 釧路市立北海道釧路商業高等学校開校
- 1955年3月 - 道立へ移管
- 1984年3月 - 定時制課程閉課
- 2003年10月 - 創立50周年記念式典
- 2025年6月 - 2028年度に釧路商業と北海道釧路明輝高等学校を再編統合して新設校を設置すると発表。再編統合による新設校は総合学科とし、築年数の浅い釧路明輝の校舎を活用。商業系の学びも継承する方向。

## 教育課程
- 全日制課程
  - 流通マネジメント科
  - 会計マネジメント科
  - 情報マネジメント科

## 部活動等

### 文化系
- 演劇部
- キッチン部
- 茶華道部
- 写真部
- 書道部
- 創作部
- 美術部
- E.S.S(English Speaking Society)

### 商業系
- 情報処理部
- ワープロ部
- 簿記部
- 商業クラブ

### 体育系
- 空手道部
- ハンドボール部
- 女子バレーボール部
- バドミントン部
- バスケットボール部
- ソフトテニス部
- 卓球部
- スピードスケート部
- 野球部

### 外局
- 吹奏楽団
- 新聞局
- 図書局
- 放送局

## 出身者
- 松田紀子（バレーボール選手）
- 白幡圭史（スケート選手）
- 出島茂幸（スケート選手）
- 新濱立也（スケート選手）